# Dinasztiák (televíziós sorozat)
A Dinasztiák (eredeti cím: Dynasty) 2017-ben bemutatott amerikai drámasorozat, az 1981-es Dinasztia című szappanopera rebootja. A műsor alkotói Sallie Patrick, Josh Schwartz és Stephanie Savage, a történet pedig a milliárdos Carrington család mindennapjaiba enged betekintést. A főbb szerepeket többek közt Elizabeth Gillies, Nathalie Kelley, James Mackay, Robert Christopher Riley és Sam Adegoke játszották.
A sorozatot az Amerikai Egyesült Államokban a The CW adta 2017. október 11. és 2022. szeptember 16. között. Magyarországon először a Netflix magyar kínálatában volt elérhető feliratosan, majd 2024. január 2-án a Viasat 3 tűzte műsorra, magyar szinkronnal.

## Cselekmény
A sorozat a Carrington család mindennapjaiba enged betekintést. A műsor elején a testvérpár Fallon és Steven meglepve veszik tudomásul, hogy milliárdos apjuk, a Carrington Atlanticot alapító és vezető Blake Carrington újraházasodik, ráadásul a cég egyik alkalmazottjával, Cristal Floressel. Fallon megpróbál mindent, hogy kettéválasztja az új párt, azonban mindig sikertelenül jár, végső elkeseredettségében szövetkezik Blake nagy riválisával és egykori dolgozójával, Jeff Colbyval. Eközben felbukkan Cristal unokaöccse, Sam is, aki megfenyegeti őt, hogy felfedi új férje előtt a nő sötét múltját; eközben a széteső dinasztia kénytelen újra egyesülni, miután Cristal korábbi szeretője, a mérnök Matthew Blaisdel különös körülmények közt szörnyethal. A későbbi évadokban további személyek jelennek meg Atlantában, hogy a család ellen szervezkedjenek, többek közt Alexis, Fallon és Steven rég eltűnt édesanyja; Adam, a testvérpár elvetemült bátyja; Amanda, a Carrington család eltitkolt leszármazottja és Dominique, aki Blake apjának törvénytelen lánya.

## Szereplők
| Szereplő                                  | Színész                                                    | Magyar hang |
| ----------------------------------------- | ---------------------------------------------------------- | ----------- |
| Fallon Carrington                         | Elizabeth Gillies                                          |             |
| Celia Machado / Cristal Flores Carrington | Nathalie Kelley                                            |             |
| Steven Carrington                         | James Mackay                                               |             |
| Michael Culhane                           | Robert Christopher Riley                                   |             |
| Samuel Josiah "Sammy Jo" Jones            | Rafael de la Fuente                                        |             |
| Joseph Anders                             | Alan Dale                                                  |             |
| Blake Carrington                          | Grant Show                                                 |             |
| Alexis Carrington Colby Dexter            | Nicollette Sheridan (1-2. évad) Elaine Hendrix (3-5. évad) |             |
| Cristal Jennings Carrington               | Ana Brenda Contreras (2. évad) Daniella Alonso (3-5. évad) |             |
| Kirby Anders                              | Maddison Brown                                             |             |
| Adam Carrington / Dr. Mike Harrison       | Sam Underwood                                              |             |
| Liam Ridley                               | Adam Huber                                                 |             |
| Dominique Deveraux                        | Michael Michele                                            |             |
| Amanda Carrington                         | Eliza Bennett                                              |             |

## Epizódok
| Évad | Évad | Epizódok | Eredeti sugárzás   | Eredeti sugárzás     | Eredeti adó | Magyar sugárzás  | Magyar sugárzás  | Magyar adó |
| Évad | Évad | Epizódok | Évadpremier        | Évadfinálé           | Eredeti adó | Évadpremier      | Évadfinálé       | Magyar adó |
| ---- | ---- | -------- | ------------------ | -------------------- | ----------- | ---------------- | ---------------- | ---------- |
|      | 1    | 22       | 2017. október 11.  | 2018. május 11.      | The CW      | 2024. január 2.  | 2024. február 1. | Viasat 3   |
|      | 2    | 22       | 2018. október 12.  | 2019. május 24.      | The CW      | 2024. február 2. | 2024. március 4. | Viasat 3   |
|      | 3    | 20       | 2019. október 11.  | 2020. május 8.       | The CW      | 2024. március 5. | 2024. április 4. | Viasat 3   |
|      | 4    | 22       | 2021. május 7.     | 2021. október 1.     | The CW      | 2024. április 5. | 2024. május 7.   | Viasat 3   |
|      | 5    | 22       | 2021. december 20. | 2022. szeptember 16. | The CW      | 2024. május 8.   | 2024. június 7.  | Viasat 3   |